# Бахрам V
Бахрам V е владетел от Сасанидската династия на Персия. Управлява през 421 – 438 г.

## Произход и управление
Син е на Яздегерд I, когото наследява след кратък период на смутове. Наричан още Бахрамгур или „Дивото магаре“ („гур“ – диво магаре; смятало се че често ходел на лов за диви магарета). В персийска поетична традиция Шахнаме е представен като митологизиран герой присъстващ в многобрайни разкази, предания и анекдоти.
В началото на управлението си Бахрам V продължава преследването на християни, започнато от баща му. Това провокира военен конфликт с Източната Римска империя през 421 – 422 г., в който персийските войски търпят поражения, временно отстъпвайки от Осроене и Северна Месопотамия. Войната приключва с мирен договор, съгласно който преследванията на християни в Персия са прекратени, а границите между двете империи остават непроменени.
Докато трае войната с римляните, североизточните владения на Сасанидска Персия са опустошени от степното племе на кидаритите, но през 427 г. персийските войски постигат победа над тях, с помощта на ефталитите. Номадските племена в Централна Азия продължават да бъдат нарастваща заплаха и при следващите владетели. В 428 – 9 г. Бахрам V анексира Арменското царство, което е превърнато в персийска провинция (марзпанат) под директно сасанидско управление.
В 438 г. Бахрам V умира при неясни обстоятелства, според легендата загива по време на лов. Наследен е от неговия син Яздегерд II.